# Croc-Blanc (série télévisée)
Pour les articles homonymes, voir Croc-Blanc (homonymie).
Croc-Blanc (White Fang) est une série télévisée franco-néozélando-canadienne en 25 épisodes de 26 minutes, diffusée du 17 septembre 1993 au 10 février 1995 au Canada sur le réseau CBC.
En France, seuls les 26 épisodes de la saison 1 ont été diffusés à partir du 17 septembre 1993 sur M6.

## Historique
Croc-Blanc est la conséquence des quotas de production française imposés à la fin des années 1980. M6 coproduira ainsi plusieurs séries dont L'Étalon noir, et Highlander.

## Distribution
- Ken Blackburn : Hank Blair
- Lee Grant as Vera Dillon
- David McIlwraith : Adam Scott
- Jaimz Woolvett : Matt Scott
- Denise Virieux : Kate Scott
- Kevin Atkinson : Chef David, le Sherif
- White Fang